# Hasselberg
Hasselberg (tiếng Đan Mạch: Hasselbjerg) là một đô thị thuộc huyện Schleswig-Flensburg, trong bang Schleswig-Holstein, nước Đức. Đô thị Hasselberg có diện tích 11,3 km², dân số thời điểm 31 tháng 12 năm 2006 là 899 người.